# Thomas Restout
Pour les articles homonymes, voir Restout.
Thomas Restout, né le 15 mars 1671 et mort à Caen le 2 mai 1754, est un peintre français.
Fils de Marc Restout, Thomas Restout appartient à l’illustre famille des peintres Restout. Il a essentiellement laissé des portraits.